# Liste der Baudenkmäler in Isen

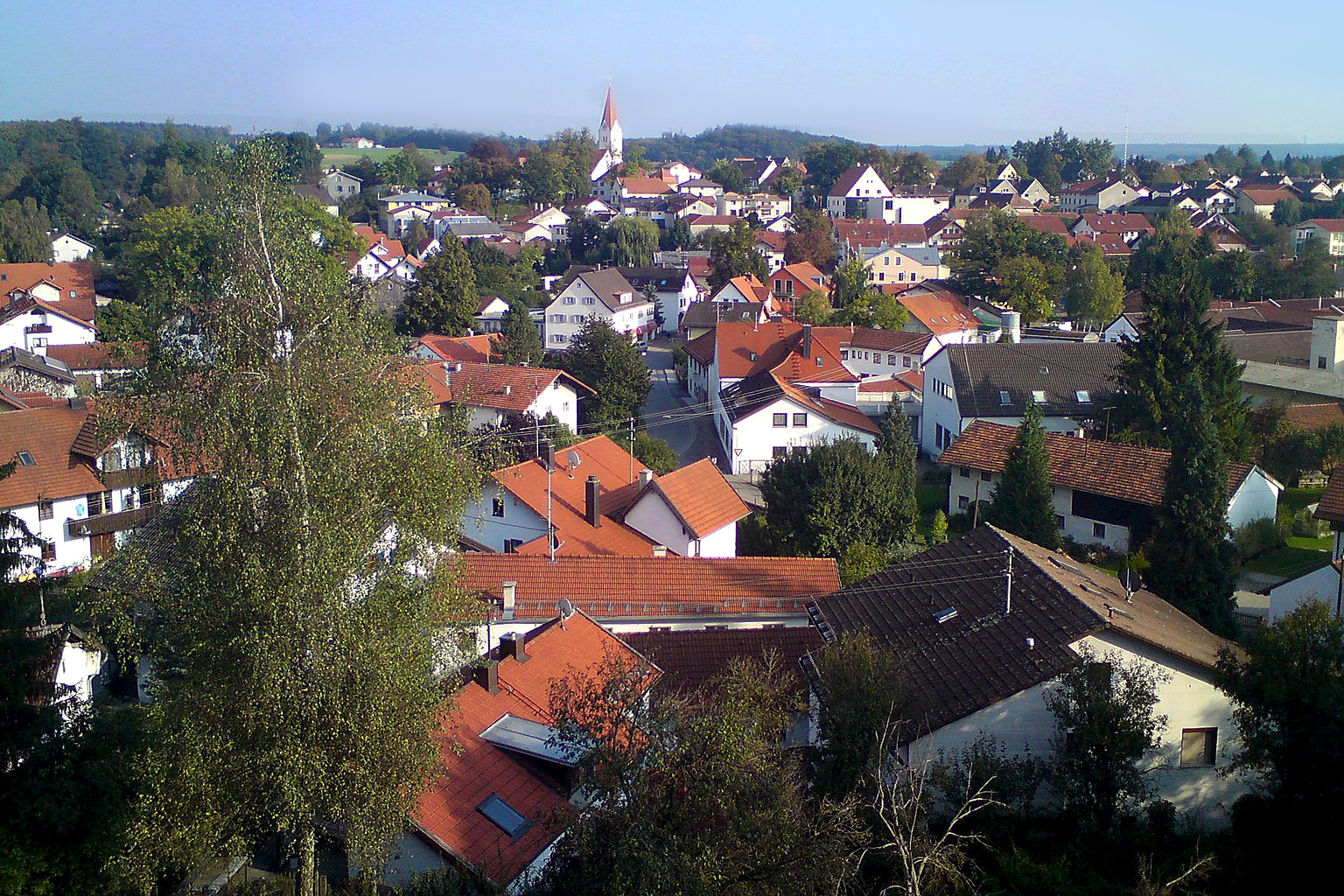
Blick auf Isen

Auf dieser Seite sind die Baudenkmäler in dem oberbayerischen Markt Isen zusammengestellt. Diese Tabelle ist eine Teilliste der Liste der Baudenkmäler in Bayern. Grundlage ist die Bayerische Denkmalliste, die auf Basis des Bayerischen Denkmalschutzgesetzes vom 1. Oktober 1973 erstmals erstellt wurde und seither durch das Bayerische Landesamt für Denkmalpflege geführt wird. Die folgenden Angaben ersetzen nicht die rechtsverbindliche Auskunft der Denkmalschutzbehörde.

## Baudenkmäler nach Ortsteilen

### Isen
| Lage                                 | Objekt                                                                                 | Beschreibung | Akten-Nr.              | Bild                                            |
| ------------------------------------ | -------------------------------------------------------------------------------------- | --- | ---------------------- | ----------------------------------------------- |
| Am Gries 11 (Standort)               | Gasthaus                                                                               | Zweigeschossiger Satteldachbau mit Schweifgiebel, um 1870. | D-1-77-123-4 Wikidata  | weitere Bilder                                  |
| Bischof-Josef-Straße 8 (Standort)    | Pfarrhaus                                                                              | Zweigeschossiger kubischer Walmdachbau, Mitte 18. Jahrhundert. | D-1-77-123-6 Wikidata  | Pfarrhaus                                       |
| Bischof-Josef-Straße 9 (Standort)    | Bierkeller                                                                             | ehemaliger Lagerkeller der Brauerei Ringler, zwei tonnengewölbte Räume aus Ziegelmauerwerk, um 1858 | D-1-77-123-94          | BW                                              |
| Bischof-Josef-Straße 16 (Standort)   | Bauernhaus                                                                             | Zweigeschossiger Satteldachbau mit reicher Putzgliederung und Dachluke, Ende 19. Jahrhundert. | D-1-77-123-7 Wikidata  | weitere Bilder                                  |
| Dorfner Straße (Standort)            | Votivkapelle Hl. Hubertus                                                              | Putzbau mit Traufband und Satteldach, 1935; mit Ausstattung | D-1-77-123-9 Wikidata  | weitere Bilder                                  |
| Dorfner Straße 3 (Standort)          | Wohnhaus                                                                               | Zweigeschossiger Putzbau mit einseitigem Walmdach und Pilastergliederung an der Westseite, im Kern erste Hälfte 18. Jahrhundert. | D-1-77-123-8 Wikidata  | weitere Bilder                                  |
| Erdinger Straße 8 (Standort)         | Ehemaliges Gerberhaus                                                                  | Zweigeschossiger flacher Satteldachbau mit Blockbau-Kniestock, Traufsöller und Giebellaube, zweite Hälfte 18. Jahrhundert. | D-1-77-123-11 Wikidata | weitere Bilder                                  |
| Georg-Escherich-Straße 4 (Standort)  | Forstamt                                                                               | Zweigeschossiger Flachsattelbau mit Lisenengliederung, im späten Maximiliansstil, nach 1871; Nebengebäude mit Werkstatt, Schlacht- und Kühlraum für die Jagd, Ende 19. Jahrhundert; Holzlege mit Taubenhaus, Ständerbau mit Pultdach, Ende 19. Jahrhundert. | D-1-77-123-74 Wikidata | Forstamt                                        |
| Georg-Escherich-Straße (Standort)    | Ehemaliger Bräukeller des Gasthauses Zum Storch                                        | tonnengewölbter Ziegelsteinkeller mit giebelständigem Eingangshäuschen und schmiedeeisernem Eingangsgitter, um 1880. | D-1-77-123-73 Wikidata | Ehemaliger Bräukeller des Gasthauses Zum Storch |
| Josefsberg; Kapellenweg (Standort)   | Lourdesgrotte                                                                          | Felsszenerie mit lebensgroßen Steinfiguren, von Max Heilmaier 1901; Bethäuschen, links und rechts flankierende Säulenbauten mit Walmdach und Sitzbänken, gleichzeitig. | D-1-77-123-3 Wikidata  | weitere Bilder                                  |
| Kapellenweg 1 (Standort)             | Katholische Kapelle St. Joseph                                                         | niedriger Saalbau mit rundem Chorabschluss und Dachreiter, westlicher Teil von 1609, im 18. Jahrhundert nach Osten erweitert; mit Ausstattung | D-1-77-123-2 Wikidata  | weitere Bilder                                  |
| Ludwig-Heilmaier-Straße 5 (Standort) | Wohn- und Geschäftshaus                                                                | Zweigeschossiger Satteldachbau mit Mezzanin, Treppengiebel und reicher Gliederung, um 1860/70. | D-1-77-123-13 Wikidata | Wohn- und Geschäftshaus                         |
| Marktplatz (Standort)                | Marktbrunnen, Kriegerdenkmal                                                           | Polygonale Brunnenwanne mit Mariensäule aus Sandstein, von Max Heilmaier, um 1920. | D-1-77-123-18 Wikidata | Marktbrunnen, Kriegerdenkmal                    |
| Marktplatz 3 (Standort)              | Ehemaliges Rathaus (Hochparterre) und Feuerwehrhaus (Tiefparterre), jetzt Heimatmuseum | Eingeschossiger Satteldachbau auf hohem Kellergeschoss mit Treppengiebel und flankierenden Giebeltürmchen in historisierendem Stil, Ende 19. Jahrhundert. | D-1-77-123-15 Wikidata | weitere Bilder                                  |
| Marktplatz 5 (Standort)              | Wohnhaus                                                                               | Leicht gebogenes Schmalhaus mit flachem Pultdach und Ziergiebel, erstes Viertel 19. Jahrhundert. | D-1-77-123-16 Wikidata | Wohnhaus                                        |
| Marktplatz 6 (Standort)              | Gasthaus                                                                               | Zweigeschossiger Satteldachbau mit reicher Putzgliederung, Eckerker und vorgelagertem Freisitz mit Bogenbrüstung, um 1840/60. | D-1-77-123-17 Wikidata | weitere Bilder                                  |
| Münchner Straße 3 (Standort)         | Gasthaus                                                                               | Dreigeschossiger Walmdachbau mit Putzgliederung, drittes Viertel 19. Jahrhundert; angefügter Festsaal von 1926. | D-1-77-123-19 Wikidata | weitere Bilder                                  |
| Münchner Straße 20 (Standort)        | Wohn- und Geschäftshaus                                                                | Zweigeschossiges Doppelgiebelhaus mit Erkern im reduzierten historisierenden Stil und rückseitig angefügtem Lagerhaus, erbaut 1909. | D-1-77-123-22 Wikidata | weitere Bilder                                  |
| St.-Zeno-Platz 1 (Standort)          | Stifts- und Pfarrkirche St. Zeno                                                       | Ehemalige Kollegiatsstiftkirche, jetzt Katholische Pfarrkirche St. Zeno, dreischiffige Pfeilerbasilika mit Krypta und drei Apsiden nach dem Vorbild des Freisinger Domes um 1200 errichtet, Turm und westliche Vorhalle Anfang 15. Jahrhundert, Barockisierung 1697–1701 und um 1730; mit Ausstattung; Friedhof mit Ummauerung, wohl des 18. Jahrhunderts, und reichem Bestand an Grabmälern des 19. und der 1. Hälfte des 20. Jahrhunderts. | D-1-77-123-1 Wikidata  | weitere Bilder                                  |
| St.-Zeno-Platz 5 (Standort)          | Dechanthof                                                                             | Ehemaliger Dechanthof des Kollegiatstiftes St. Zeno, zweigeschossiger Satteldachbau, erste Hälfte 18. Jahrhundert, wohl um 1820/40 überformt; mit barocker Innenausstattung. | D-1-77-123-70 Wikidata | weitere Bilder                                  |
| Weidacherweg (Standort)              | Stadel und Getreidekasten                                                              | Baugruppe aus zwei Holzbauten: Riegel-Bundwerkstadel mit Satteldach, Ende 18. Jahrhundert; Getreidekasten, zweigeschossiger Blockbau mit flachem Satteldach, bezeichnet 1757. nicht nachqualifiziert, im BayernViewer-denkmal nicht kartiert | D-1-77-123-23 Wikidata | Stadel und Getreidekasten                       |
| Weidacherweg (Standort)              | Kapelle                                                                                | Kleiner Putzbau mit Traufband und Dachreiter, Ende 19. Jahrhundert. | D-1-77-123-24 Wikidata | Kapelle                                         |

### Buchschachen
| Lage                      | Objekt    | Beschreibung | Akten-Nr.              | Bild      |
| ------------------------- | --------- | --- | ---------------------- | --------- |
| Buchschachen 6 (Standort) | Bauernhof | Wohnteil des ehemaligen Dreiseithofs, zweigeschossiger Massivbau mit flachem Satteldach und Putzornament, Dachtragwerk bezeichnet 1856. | D-1-77-123-29 Wikidata | Bauernhof |

### Burgrain
| Lage                       | Objekt                                                | Beschreibung | Akten-Nr.              | Bild           |
| -------------------------- | ----------------------------------------------------- | --- | ---------------------- | -------------- |
| Burgstraße 1, 3 (Standort) | Schloss Burgrain                                      | unregelmäßiger dreiflügeliger Schlossbau; dreigeschossiges Wohn- und Wirtschaftsgebäude mit Satteldach, 19. Jahrhundert; Bergfried aus Nagelfluhquadern, teilweise abgetragen, 12./13. Jahrhundert; Schildmauer, 16. bis 19. Jahrhundert. | D-1-77-123-30 Wikidata | weitere Bilder |
| Burgstraße 3 (Standort)    | Katholische Filialkirche und Schlosskapelle St. Georg | schmaler Saalbau mit Dachreiter und quadratischem Chor im Südwesteck des Burghofs, Neubau auf spätgotischem Unterbau durch Dominik Gläsl, 1719; mit Ausstattung | D-1-77-123-31 Wikidata | weitere Bilder |
| Nähe Burgstraße (Standort) | Ehem. Ökonomie der Burg Burgrain                      | bestehend aus ehem. Schäfflerei und Schmiede, Pferde- und Schweinestall, Remise und Eiskeller, eingeschossiger Walmdachbau auf hakenförmigem Grundriss, der Ostteil mit Halbwalmdach, 18./19. Jh., erdgeschossiger Kopfbau an der Westseite mit Flachsatteldach, 2. Hälfte 19. Jh.; Eiskeller, tonnengewölbte Anlage aus Backstein und Nagelfluhquadern des um 1800 abgetragenen Bergfrieds, um 1800 | D-1-77-123-89          | weitere Bilder |

### Daxau
| Lage               | Objekt     | Beschreibung | Akten-Nr.              | Bild |
| ------------------ | ---------- | --- | ---------------------- | ---- |
| Daxau 1 (Standort) | Bauernhaus | Wohnteil des ehemaligen Wohnstallhauses, zweigeschossiger flacher Satteldachbau mit reichem Bundwerkgiebel, ehemaliger verputzter Blockbau, zweite Hälfte 18. Jahrhundert. | D-1-77-123-32 Wikidata | BW   |

### Fahrnbach
| Lage                                          | Objekt     | Beschreibung | Akten-Nr.              | Bild       |
| --------------------------------------------- | ---------- | --- | ---------------------- | ---------- |
| Fahrnbach 2 (Standort)                        | Bauernhof  | Hakenhof, zweigeschossiges massives Wohnstallhaus mit Traufbundwerk am Stall und großem Bundwerkgiebel am Stadel, um 1830, Stadel bezeichnet 1860. | D-1-77-123-33 Wikidata | Bauernhof  |
| Fahrnbach, südlich von Nr. 2 (Standort)       | Bildstock  | Kleiner Putzbau mit Pultdach, 18. Jahrhundert. | D-1-77-123-35 Wikidata | Bildstock  |
| Fahrnbachwiesen, östlich des Ortes (Standort) | Grenzstein | Grenzstein der ehemaligen Grafschaft Haag, sogenannter Schimmelstein, bezeichnet 1725.                                                             | D-1-77-123-34 Wikidata | Grenzstein |

### Giesering
| Lage                    | Objekt    | Beschreibung                                                                                                   | Akten-Nr.              | Bild           |
| ----------------------- | --------- | --- | ---------------------- | -------------- |
| Giesering 3a (Standort) | Bauernhof | Hakenhof, eingeschossiger flacher Satteldachbau mit Kniestock und Traufbundwerk, erste Hälfte 19. Jahrhundert. | D-1-77-123-38 Wikidata | weitere Bilder |

### Gmain
| Lage               | Objekt       | Beschreibung | Akten-Nr.     | Bild |
| ------------------ | ------------ | --- | ------------- | ---- |
| Gmain 2 (Standort) | Steinreliefs | Darstellungen der hl. Agathe und eines männlichen Heiligen (Bischof Benno), um 1500; vom Vorgängerbau übernommen. | D-1-77-123-39 | BW   |

### Göttner
| Lage                  | Objekt      | Beschreibung                                                             | Akten-Nr.              | Bild           |
| --------------------- | ----------- | ------------------------------------------------------------------------ | ---------------------- | -------------- |
| in Göttner (Standort) | Feldkapelle | Putzbau mit Satteldach, Traufband und kleiner Vorhalle, bezeichnet 1820. | D-1-77-123-59 Wikidata | weitere Bilder |

### Hub
| Lage                      | Objekt                   | Beschreibung | Akten-Nr.              | Bild           |
| ------------------------- | ------------------------ | --- | ---------------------- | -------------- |
| Hub 3 (Standort)          | Ehemaliges Wohnstallhaus | zweigeschossiger flacher Satteldachbau mit Kniestock und Putzgliederung, Traufbundwerk am ehemaligen Wirtschaftsteil, Mitte 19. Jahrhundert; Backhaus aus Ziegelstein mit Satteldach, gleichzeitig. | D-1-77-123-40 Wikidata | weitere Bilder |
| Hub 4 (im Hof) (Standort) | Kleinstadel              | Satteldachbau mit Riegelwand und Bundwerk auf massivem Erdgeschoss, erste Hälfte 19. Jahrhundert.                                                                                                   | D-1-77-123-41 Wikidata | Kleinstadel    |
| Nähe Hub (Standort)       | Wegkreuz                 | Kreuzigungsgruppe, farbig gefasst, in einem Holzgehäuse, nach 1870/71. | D-1-77-123-42 Wikidata | weitere Bilder |

### Kopfsöd
| Lage                 | Objekt     | Beschreibung | Akten-Nr.              | Bild       |
| -------------------- | ---------- | --- | ---------------------- | ---------- |
| Kopfsöd 1 (Standort) | Bauernhaus | Ehemaliges Mitterstallhaus, erdgeschossiger Massivbau mit Blockbau-Kniestock, Traufbundwerk und flachem Satteldach, bezeichnet 1792. | D-1-77-123-44 Wikidata | Bauernhaus |

### Kuglmühle
| Lage                   | Objekt    | Beschreibung                                        | Akten-Nr.              | Bild      |
| ---------------------- | --------- | --------------------------------------------------- | ---------------------- | --------- |
| Kuglmühle 2 (Standort) | Bildstock | Kleiner Putzbau mit Traufband, 18./19. Jahrhundert. | D-1-77-123-45 Wikidata | Bildstock |

### Loiperstett
| Lage                     | Objekt           | Beschreibung | Akten-Nr.     | Bild             |
| ------------------------ | ---------------- | --- | ------------- | ---------------- |
| Loiperstett 2 (Standort) | Ehem. Bauernhaus | zweigeschossige Einfirstanlage mit Flachsatteldach, Wohnteil mit Obergeschoss in Ständerbohlenbauweise, 18. Jh., Erweiterung mit gewölbtem Stall, um Mitte 19. Jh., überformt 1937 | D-1-77-123-47 | Ehem. Bauernhaus |

### Mittbach
| Lage                      | Objekt                             | Beschreibung | Akten-Nr.              | Bild           |
| ------------------------- | ---------------------------------- | --- | ---------------------- | -------------- |
| Schulstraße 10 (Standort) | Katholische Filialkirche St. Urban | Saalbau mit leicht eingezogener Apsis, Chorflankenturm mit Zwiebelhaube und angefügter Sakristei, Turm gotisch, sonst wohl Neubau erste Hälfte 18. Jahrhundert; mit Ausstattung | D-1-77-123-48 Wikidata | weitere Bilder |

### Pemmering
| Lage                      | Objekt                                | Beschreibung | Akten-Nr.              | Bild           |
| ------------------------- | ------------------------------------- | --- | ---------------------- | -------------- |
| Lindenstraße 5 (Standort) | Katholische Pfarrkirche St. Margareth | langgestreckter Saalbau mit leicht eingezogenem polygonalem Chorabschluss, angefügter Sakristei und Westturm mit Spindelhelm, Chor spätgotisch, Langhaus 17./18. Jahrhundert, nach Brand 1776 umgebaut; mit Ausstattung | D-1-77-123-50 Wikidata | weitere Bilder |

### Rosenberg
| Lage                    | Objekt    | Beschreibung | Akten-Nr.              | Bild           |
| ----------------------- | --------- | --- | ---------------------- | -------------- |
| Rosenberg 6 (Standort)  | Bauernhof | Ehemaliger Hakenhof, erdgeschossiger Mittertennbau mit Flachsatteldach, teilweise verputztem Blockbau-Kniestock und Traufbundwerk, im Kern zweite Hälfte 17. Jahrhundert. | D-1-77-123-51 Wikidata | weitere Bilder |
| Rosenberg 8 (Standort)  | Stadel    | Riegel-Bundwerkstadel des Zweifirsthofes mit massivem Erdgeschoss und Satteldach, Anfang 19. Jahrhundert.                                                                 | D-1-77-123-52 Wikidata | Stadel         |
| Rosenberg 15 (Standort) | Bauernhof | Hakenhof, zweigeschossiger Satteldachbau mit Traufbundwerk am Wirtschaftsteil, im Giebel bezeichnet 1800.                                                                 | D-1-77-123-53 Wikidata | Bauernhof      |

### Schnaupping
| Lage                     | Objekt                                           | Beschreibung | Akten-Nr.              | Bild           |
| ------------------------ | ------------------------------------------------ | --- | ---------------------- | -------------- |
| Schnaupping 1 (Standort) | Katholische Filialkirche St. Johannes der Täufer | Saalbau mit polygonalem Chorschluss, Chorflankenturm und angefügter Sakristei, im Kern spätgotisch, barockisiert 17./18. Jahrhundert; mit Ausstattung | D-1-77-123-54 Wikidata | weitere Bilder |

### Sollach
| Lage                           | Objekt          | Beschreibung | Akten-Nr.              | Bild            |
| ------------------------------ | --------------- | --- | ---------------------- | --------------- |
| In der Flur Sollach (Standort) | Dreiländerstein | Ehemaliger Grenzstein zwischen dem Kurfürstentum Baiern, der Hochstift Freisingischen Herrschaft Burgrain und der Grafschaft Haag, bezeichnet mit "1732" (teilweise im Gebiet der Gemeinde Sankt Wolfgang) | D-1-77-123-69 Wikidata | Dreiländerstein |

### Stetten
| Lage                 | Objekt     | Beschreibung | Akten-Nr.              | Bild       |
| -------------------- | ---------- | --- | ---------------------- | ---------- |
| Stetten 1 (Standort) | Bauernhaus | Wohnstallhaus des ehemaligen Parallelhofes, zweigeschossiger flacher Satteldachbau mit verputztem Blockbau-Obergeschoss und Bundwerk über dem Stall, zweites Viertel 19. Jahrhundert. | D-1-77-123-58 Wikidata | Bauernhaus |

### Strich
| Lage                 | Objekt     | Beschreibung | Akten-Nr.              | Bild           |
| -------------------- | ---------- | --- | ---------------------- | -------------- |
| Strich 17 (Standort) | Bauernhaus | Wohnstallhaus des Hakenhofes, zweigeschossiges Bauernhaus mit Flachsatteldach und Traufbundwerk am Wirtschaftsteil, gegen Mitte 19. Jahrhundert; Nebengebäude, kleiner Blockbau mit Getreidekasten, Giebelbundwerk und Laube, modern bezeichnet 1762, von anderer Hofstelle überführt. | D-1-77-123-56 Wikidata | weitere Bilder |

### Thonbach
| Lage                            | Objekt                    | Beschreibung                                                           | Akten-Nr.              | Bild           |
| ------------------------------- | ------------------------- | ---------------------------------------------------------------------- | ---------------------- | -------------- |
| östlich von Thonbach (Standort) | Feldkapelle Marienkapelle | kubischer Satteldachbau mit Putzgliederung und kleiner Apsis, um 1900. | D-1-77-123-61 Wikidata | weitere Bilder |

### Weiher
| Lage                           | Objekt                                  | Beschreibung | Akten-Nr.              | Bild           |
| ------------------------------ | --------------------------------------- | --- | ---------------------- | -------------- |
| Weiher 3 (Standort)            | Bauernhaus                              | Wohnteil des ehemaligen Wohnstallhauses, erdgeschossiger Satteldachbau mit Kniestock, erstes Viertel 19. Jahrhundert.                                                             | D-1-77-123-65 Wikidata | Bauernhaus     |
| Weiher 6 (Standort)            | Katholische Filialkirche St. Laurentius | auf einer Anhöhe stehender Saalbau mit polygonalem Chorabschluss, Chorflankenturm und angefügter Sakristei, Anfang 16. Jahrhundert, um 1900 Langhausverlängerung; mit Ausstattung | D-1-77-123-63 Wikidata | weitere Bilder |
| nördlich von Weiher (Standort) | Wassermühle                             | Sogenannte Schrollenmühle, kleiner Massivbau mit teilweise verputztem Blockbau-Kniestock, Satteldach und Wasserrad, um 1850/70.                                                   | D-1-77-123-66 Wikidata | Wassermühle    |

### Westach
| Lage                          | Objekt                   | Beschreibung                                                                                                  | Akten-Nr.              | Bild           |
| ----------------------------- | ------------------------ | --- | ---------------------- | -------------- |
| Bachelfeldstraße 1 (Standort) | Stadel                   | Riegel-Bundwerkstadel des Parallelhofes Steinspoint, erstes Viertel 19. Jahrhundert.                          | D-1-77-123-67 Wikidata | Stadel         |
| Westacher Hölzer (Standort)   | Waldkapelle St. Leonhard | sogenannte Müllerbrünnl-Kapelle, schlichter Holzständerbau mit vorgezogenem Satteldach, 1894; mit Ausstattung | D-1-77-123-68 Wikidata | weitere Bilder |

## Grenzsteine der ehem. Herrschaft Burgrain
| Lage                                                 | Objekt                                   | Beschreibung                        | Akten-Nr.     | Bild |
| ---------------------------------------------------- | ---------------------------------------- | ----------------------------------- | ------------- | ---- |
| In der Flur Aich (Standort)                          | Grenzstein der ehem. Herrschaft Burgrain | Granitstele, bez. 1725              | D-1-77-123-87 | BW   |
| Baumgartner Bogen, Nähe Müllumladestation (Standort) | Grenzstein der ehem. Herrschaft Burgrain | Granitstele, bez. 1725              | D-1-77-123-77 | BW   |
| Bründlreut (Standort)                                | Grenzstein der ehem. Herrschaft Burgrain | Granitstele bez. 1725               | D-1-77-123-81 | BW   |
| Feldl, Loiperstett (Standort)                        | Grenzstein der ehem. Herrschaft Burgrain | Granitstele bez. 1725               | D-1-77-123-84 | BW   |
| Fuchsberg (Standort)                                 | Grenzstein der ehem. Herrschaft Burgrain | Granitstele bez. 1725               | D-1-77-123-82 | BW   |
| Holzfeld in der Flur Reit (Standort)                 | Grenzstein der ehem. Herrschaft Burgrain | Tuffstein, wohl vor 1614            | D-1-77-123-75 | BW   |
| Holzfeld in der Flur Reit (Standort)                 | Grenzstein der ehem. Herrschaft Burgrain | Tuffstein, wohl vor 1614            | D-1-77-123-76 | BW   |
| In der Flur Moos (Standort)                          | Grenzstein der ehem. Herrschaft Burgrain | Granitstele, bez. 1725              | D-1-77-123-83 | BW   |
| Niederfeld, Schnaupping (Standort)                   | Grenzstein der ehem. Herrschaft Burgrain | ohne Wappenkopf, wohl 1725          | D-1-77-123-85 | BW   |
| Stetten (Standort)                                   | Grenzstein der ehem. Herrschaft Burgrain | Granitstele, bez. 1725              | D-1-77-123-86 | BW   |
| Sulzbogen (Standort)                                 | Grenzstein der ehem. Herrschaft Burgrain | Granitstele, bez. 1725              | D-1-77-123-79 | BW   |
| Thalhamer Bogen (Standort)                           | Grenzstein der ehem. Herrschaft Burgrain | bez. 1683                           | D-1-77-123-78 | BW   |
| Thalhamer Bogen (Standort)                           | Grenzstein der ehem. Herrschaft Burgrain | Dreikantstele aus Granit, bez. 1725 | D-1-77-123-80 | BW   |

## Ehemalige Baudenkmäler
In diesem Abschnitt sind Objekte aufgeführt, die früher einmal in der Denkmalliste eingetragen waren, jetzt aber nicht mehr. Objekte, die in anderem Zusammenhang – also z. B. als Teil eines Baudenkmals – weiter eingetragen sind, sollen hier nicht aufgeführt werden. Aktennummern in diesem Abschnitt sind ehemalige, jetzt nicht mehr gültige Aktennummern.

| Lage                                       | Objekt                                                                 | Beschreibung | Akten-Nr.              | Bild            |
| ------------------------------------------ | ---------------------------------------------------------------------- | --- | ---------------------- | --------------- |
| Isen Am Sandberg 3 (Standort)              | Kleinbauernhaus                                                        | erdgeschossig, um 1840/50 | D-1-77-123-5           | BW              |
| Isen Erdinger Straße 6 (Standort)          | Kleinhaus                                                              | mit Halbwalm, 18./19. Jahrhundert | D-1-77-123-10          | BW              |
| Isen Erdinger Straße 17 (Standort)         | Kleinhaus                                                              | mit Blockbau-Kniestock, 18. und Mitte 19. Jahrhundert | D-1-77-123-12          | BW              |
| Isen Marktplatz 1 (Standort)               | Wohnhaus                                                               | mit Flachdach, modern bemalt, Kern 18./19. Jahrhundert | D-1-77-123-14          | BW              |
| Isen Münchner Straße 10 (Standort)         | Wohnhaus                                                               | Gliederung und Giebelaufsatz, 3. Viertel 19. Jahrhundert | D-1-77-123-20          | BW              |
| Aich ()                                    | Grenzstein der ehemaligen Grafschaft Haag, sogenannter „Schimmelstein“ | 17./18. Jahrhundert | D-1-77-123-25          |                 |
| Berging Haus Nr. 3 ()                      | Haufenhof                                                              | Wohnhaus mit eingezogener Giebelseite und Traufbundwerk, zweites Viertel 19. Jahrhundert | D-1-77-123-26          |                 |
| Berging Haus Nr. 5 ()                      | Hakenhof                                                               | mit Traufbundwerk, zweites Viertel 19. Jahrhundert | D-1-77-123-27          |                 |
| Buchschachen Haus Nr. 4 ()                 | Einfirsthof                                                            | mit Putzverzierung und Traufbundwerk, um 1850/60. |                        | Einfirsthof     |
| Feichten Haus Nr. 2 ()                     | Hakenhof                                                               | Wohnteil erdgeschossig mit Traufbundwerk und Blockbau-Kniestock, Mitte 18. Jahrhundert |                        |                 |
| Gaisberg Haus Nr. 3 ()                     | Dreiseithof                                                            | mit stattlichem Bundwerkstadel, erstes Drittel 19. Jahrhundert |                        |                 |
| Kitzöd Haus Nr. 1 ()                       | Haufenhof                                                              | mit Zwerchstadel (Bundwerk) und Riegel-Bundwerkstadel, erstes Viertel 19. Jahrhundert | D-1-77-123-            |                 |
| Lichtenweg Haus Nr. 7 (Standort)           | Gasthof                                                                | Zweigeschossiger Putzbau mit flachem Satteldach und angefügtem kleinem Zwerchstadel mit Bundwerk, 1874. | D-1-77-123-46 Wikidata | BW              |
| Loiperstett Haus Nr. 1 ()                  | Einfirsthof                                                            | Obergeschoss in Ständerriegelbau, 18./19. Jahrhundert |                        |                 |
| Niederöd Haus Nr. 1 ()                     | Dreiseithof                                                            | Wohnstallhaus mit seltenem Giebelbundwerk, zum Teil offener Blockbau im Obergeschoss, zweite Hälfte 18. Jahrhundert; Bundwerkstadel über Kornkasten in Blockbau, 17. und zweite Hälfte 18. Jahrhundert     |                        |                 |
| Schnaupping ()                             | Gasthof                                                                | zweigeschossiger Putzbau mit flachem Satteldach und angefügtem kleinem Zwerchstadel mit Bundwerk, 1874. | D-1-77-123-5 (?)       |                 |
| Schnaupping Haus Nr. 2 ()                  |                                                                        | Hakenhof mit etwas Traufbundwerk, Mitte 19. Jahrhundert |                        |                 |
| Schnaupping Haus Nr. 17 ()                 |                                                                        | Bauernhaus mit Traufbundwerk und Flachsatteldach, gegen Mitte 19. Jahrhundert; zugehörig wiederaufgestellter kleiner Blockbau mit Giebelbundwerk und Laube, modern bezeichnet 1762; rückwärts Traidkasten. |                        |                 |
| Söcking Haus Nr. 2 ()                      | Dreiseithof                                                            | mit Traufbundwerk, 1. Hälfte 19. Jahrhundert |                        | Dreiseithof     |
| Steidelstetten Steidelstetten 1 (Standort) | Stadel                                                                 | Bundwerk des Haufenhofstadels, Erdgeschoss erneuert, erstes Drittel 19. Jahrhundert. | D-1-77-123-60 Wikidata | Stadel          |
| Urtlmühle Haus Nr. 7 ()                    | Ehemalige Mühle                                                        | zweigeschossig, Krüppelwalmdach, befensterter Kniestock, 1921, mit Resten der technischen Ausstattung. |                        | Ehemalige Mühle |
| Weiher Haus Nr. 1 ()                       | Parallelhof                                                            | Wohnteil des Wohnhauses erdgeschossig mit Kniestock, erstes Viertel 19. Jahrhundert; dabei Bundwerkstadel, erstes Viertel 19. Jahrhundert                                                                  |                        |                 |

## Abgegangene Baudenkmäler
In diesem Abschnitt sind Objekte aufgeführt, die früher einmal in der Denkmalliste eingetragen waren, jetzt aber nicht mehr existieren, z. B. weil sie abgebrochen wurden. Aktennummern in diesem Abschnitt sind ehemalige, jetzt nicht mehr gültige Aktennummern.

| Lage                | Objekt     | Beschreibung | Akten-Nr. | Bild |
| ------------------- | ---------- | --- | --------- | ---- |
| Gmain Haus Nr. 2 () | Bauernhaus | Wohnteil verputzter, erdgeschossiger Blockbau, im Kern 18. Jahrhundert, im Giebelfeld zwei spätgotische Steinreliefs (Agathe und männlicher Heiliger, um 1500) |           |      |